# Љубица Чакаревић
Љубица Чакаревић–Ди Сорно (Ужице, 1894 — Сарајево, 1980) била је српска хероина у Првом светском рату (1914-1918)

## Биографија
Рођена је у Ужицу 1894. године. Завршила је учитељску школу.
До окупације Србије радила је као учитељица. У току Првог светског рата, заједно са сестром Милицом, била је болничарка у Војној болници у Ужицу. Одбила је да ради као учитељица у току окупације. Иако су је укућани и пријатељи убеђивали да се предомисли кад је добила позив окупаторске власти да ради у школи, није посустала и није прихватила позив. Са шесточланом групом Драгутина Јовановића – Луна, наредника Добровољачког одреда у Четвртом пешадијском пуку, после 27 дана избегавања бугарских заседа стигла је на Солунски фронт и донела драгоцене податке српској Врховној команди из окупиране отаџбине. Војводе Степа Степановић и Живојин Мишић, с којима се срела на фронту рекли су јој да је први весник из поробљене Србије. На фронту се у штабу дивизије срела и са швајцарцем Арчибалдом Рајсом, а срела се и са братом Милутином, једним од тројице браће који су учествовали у борбама.
За тај подвиг одликована је златном медаљом за храброст „Милош Обилић“.
Убрзо после њиховог доласка на фронт, десио се и пробој фронта, тако да је Љубица заједно са солунском војском кренула назад за Србију.
Убрзо је Србија дочекала ослобођење, а Љубица је наставила да ради свој посао учитељице у ужичком крају.
Три године после ослобођења удала се за Николу де Сарна, сина италијанског дипломате Дионисија, који је био конзул у Београду са којим је имала једну ћерку. Породица је живела на релацији Италија - Србија.
Умрла је почетком јуна у Сарајеву 1980. године где је дошла код брата Милутина у посету, а сахрањена је на гробљу Баре. Данас једна улица у Ужицу носи њено име, a такође и једна улица у Београду, на општини Вождовац.
29.10.2016. године њени посмртни остаци су ексхумирани, пренесени из Сарајева у родно Ужице и сахрањени у породичну гробницу на гробљу Доварје уз све војне почасти.